# Ferdinand Peroutka

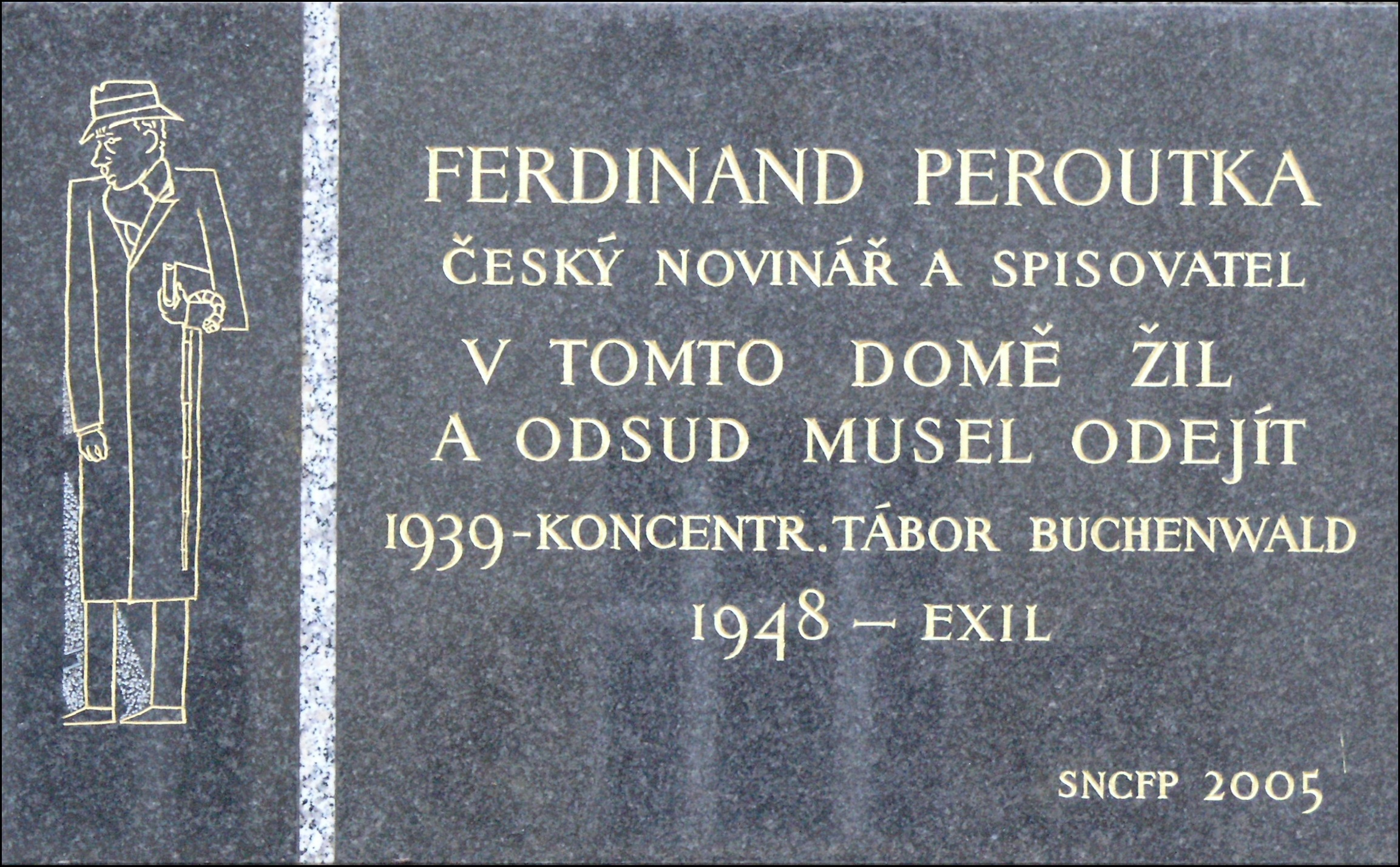
Ferdinand Peroutka

Ferdinand Peroutka (ur. 6 lutego 1895 w Pradze, zm. 20 kwietnia 1978 w Nowym Jorku) – czeski dziennikarz, pisarz i dramaturg.

## Życiorys
Od 1924 pracował w dzienniku Lidové noviny, w którym do 1939 zajmował się publicystyką polityczną. W 1948 wyemigrował, najpierw do Anglii, później do USA. W latach 1951–1961 kierował czeską sekcją Radia Wolna Europa.
W 1991 roku został pośmiertnie odznaczony Orderem Tomáša Garrigue Masaryka I klasy.